# Вилар-Секу (Нелаш)
Вилар-Секу (порт. Vilar Seco) — населённый пункт и район в Португалии, входит в округ Визеу. Является составной частью муниципалитета Нелаш. Находится в составе крупной городской агломерации Большое Визеу. По старому административному делению входил в провинцию Бейра-Алта. Входит в экономико-статистический субрегион Дан-Лафойнш, который входит в Центральный регион. Население составляет 881 человек на 2001 год. Занимает площадь 9,37 км².